# Chavagnes-en-Paillers
Chavagnes-en-Paillers is een gemeente in het Franse departement Vendée (regio Pays de la Loire) en telt 2963 inwoners (1999). De plaats maakt deel uit van het arrondissement La Roche-sur-Yon.
In dit dorp stichtte pater Louis-Marie Baudouin in 1828 de katholieke congregatie van de Paters van Chavagnes, ook bekend als de Zonen van de Onbevlekte Maria. Deze congregatie houdt zich bezig met het onderricht van jongeren en met missiewerk.

## Geografie
De oppervlakte van Chavagnes-en-Paillers bedraagt 40,4 km², de bevolkingsdichtheid is 73,3 inwoners per km².
De onderstaande kaart toont de ligging van Chavagnes-en-Paillers met de belangrijkste infrastructuur en aangrenzende gemeenten.

## Demografie
Onderstaande figuur toont het verloop van het inwonertal (bron: INSEE-tellingen).

1. ↑  Populations de référence 2022.